# Terminologia Embryologica
Terminologia Embryologica(발생학 용어집, TE)는 인간 배아 및 태아 구조를 설명하는 데 사용되는 표준화된 단어 목록이다. 국제 해부학자 협회 연합(IFAA)을 대신하여 국제 해부학 용어 위원회(FIAT)에서 제작했으며 2010년부터 인터넷에 게시되었다. 케이프타운에서 열린 제17차 국제 해부학 회의(2009년 8월)에서 IFAA 총회의 승인을 받았다.
이 용어집은 성인 인체 해부학에 대한 용어를 표준화하고 주로 육안으로 보이는 성인 해부학을 다루는 Terminologia Anatomica(해부학 용어집, TA)와 유사하다. 이 용어집은 Nomina Anatomica의 일부로 포함되었던 Nomina Embryologica의 후속 용어집이다.
이 용어집은 TA의 원본에는 포함되지 않았다.

## 코드
- e1.0: 일반 용어
- e2.0: 개체 발생
- e3.0: 배 발생
- e4.0: 일반 조직학
- e5.0: 뼈; 골격계
- e5.1: 관절; 관절계
- e5.2: 근육; 근육계
- e5.3: 얼굴
- e5.4: 소화계
- e5.5: 호흡계
- e5.6: 비뇨계
- e5.7: 생식계
- e5.8: 체강 및 사이막
- e5.9: 간엽 장간막 덩어리
- e5.10: 내분비선
- e5.11: 순환계
- e5.12: 림프계
- e5.13: 신경계
- e5.14: 중추신경계
- e5.15: 말초신경계
- e5.16: 감각 기관
- e5.17: 외피
- e6.0: 배아 외 및 태아막
- e7.0: 배아 발생 (-> 13단계)
- e7.0: 배아 발생 (14단계 ->)
- e7.1: 태아 발생
- e7.2: 성숙한 신생아의 특징
- e8.0: 이형성 용어

## 같이 보기
- Terminologia Anatomica
- Terminologia Histologica
- 해부학 용어